# ロープウェイ (グルノーブル)
グルノーブル・バスティーユ・ロープウェイ（フランス語: Téléphérique de Grenoble Bastille）は、フランスのグルノーブルで運行されているロープウェイ。1934年に開業。

## 概要
球形のキャビンの形状からグルノーブルの泡とも呼ばれ、グルノーブルの中心部（ジャルダン・ド・ヴィル地区）とバスティーユの丘をとの間、イゼール川を挟んだ標高差266メートルを結ぶ観光用の交通手段である。